# Bandera del Poble-sec
La Bandera del Poble-sec, també coneguda com a Poble-sequina, és la bandera del barri del Poble-sec de Barcelona. Creada l'any 2020 pel veí Jordi Lladó, es va fer realitat a través de la Plataforma Orgull Poble-sequí i els suports de Districte de Sants-Montjuïc i el Pla de Barris, el Centre de Recerca Històrica del Poble-sec (CerHiSec) i l'Associació de Veïns del Poble-sec.
Presentada al públic al Molino dins la 30a Mostra d'Entitats del barri el dissabte 18 de juny de 2022, està formada per elements, colors i simbologia poble-sequina i la seva història. L'objectiu principal de la bandera i la plataforma consisteix en potenciar el sentit de pertinença i l'orgull de viure i ser poble-sequí de forma transversal.

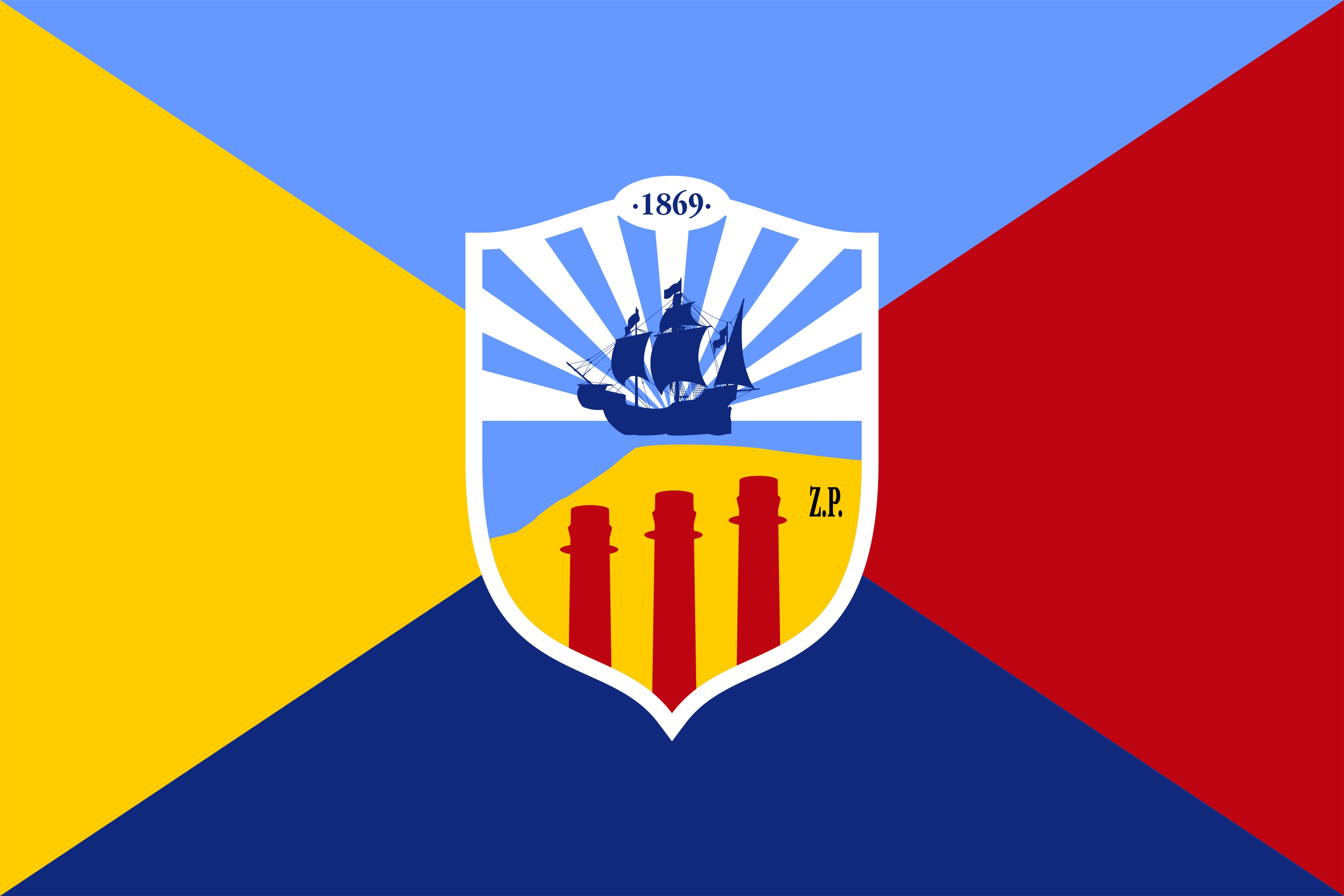
La Poble-sequina, la bandera del Poble-sec - Autor: Jordi Lladó (2020)

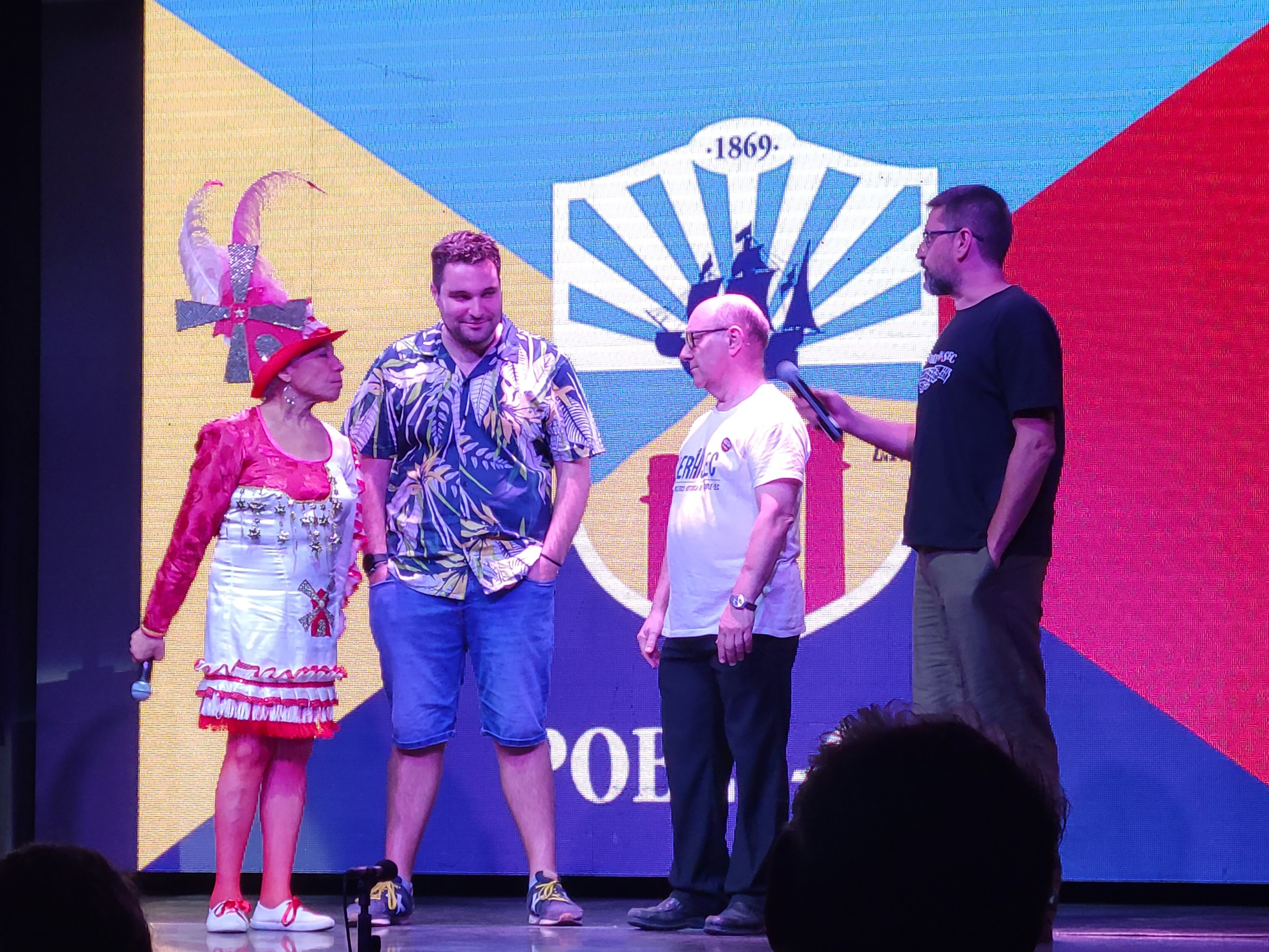
Presentació de la bandera del Poble-sec al Molino el 18 de juny de 2022.

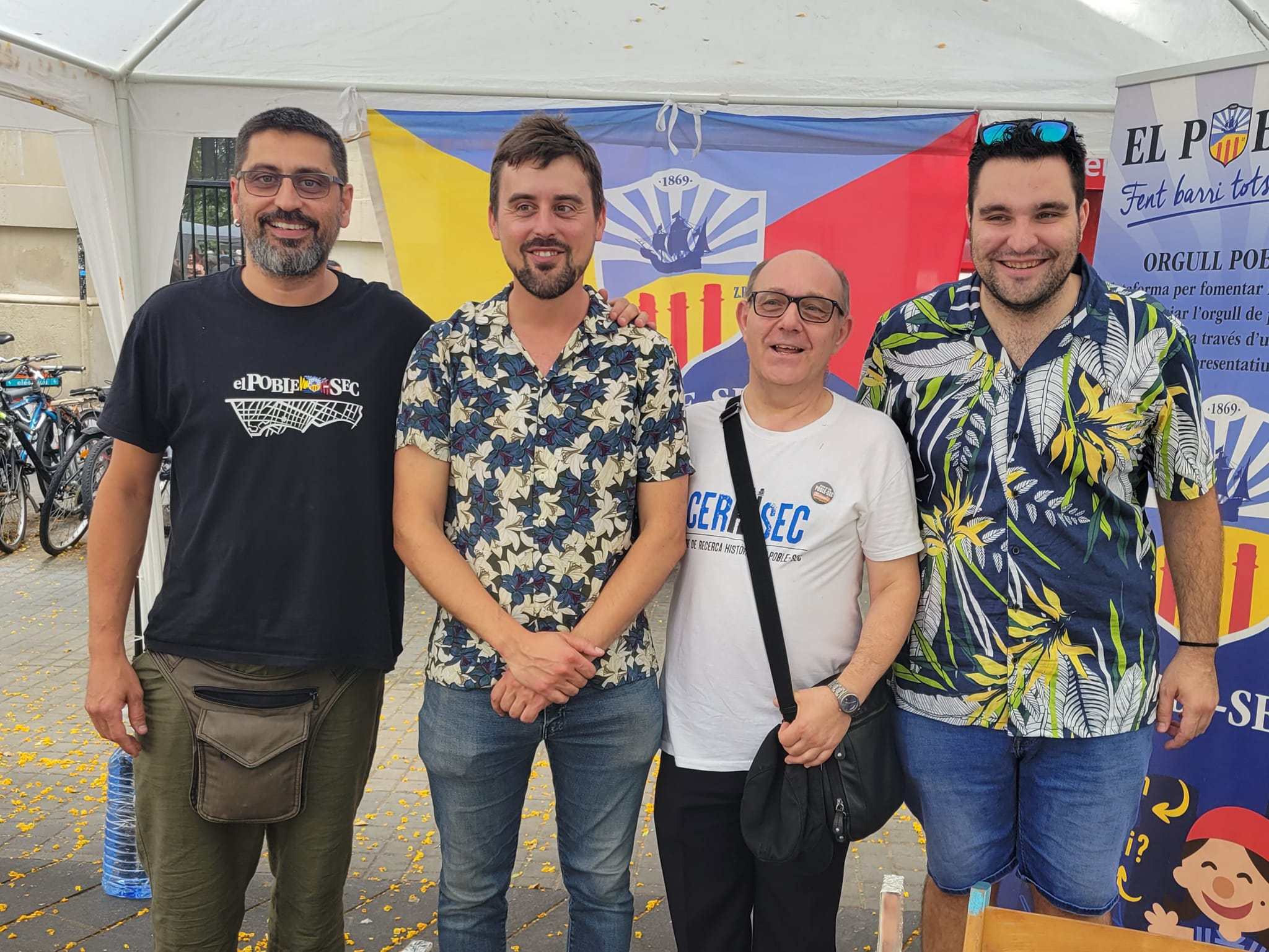
Impulsors de la bandera del Poble-sec. D'esquerra a dreta: Jordi Lladó, creador; Marc Serra: regidor de Districte de Sants-Montjuïc; Josep Guzmán: president de Cerhisec i Sergi Gàzquez: president de l'Associació de Veïns.

## El fons i els colors[calcitació]
El barri del Poble-sec es divideix històricament en quatre zones diferenciades. Les Hortes de Sant Bertran a l'est tocant al port, la França Xica a l'oest tocant a la Fira de Montjuïc, l'Eixample de Santa Madrona a la part central-superior tocant a l'Avinguda Paral·lel i la barriada de La Satalia a la part sud, a la falda de Montjuïc. Així doncs, i fent un exercici d'abstracció simbòlica, la forma resultant de la disposició d'aquestes quatre zones es pot simplificar en forma d'aspa (nord, sud, est i oest).
Els colors de les quatre zones es va escollir fent un recull i análisi dels més utilitzats i simbòlics per entitats històriques del barri, Com el blau-cel de la camisa dels castellers (els Bandarres), els colors de l'APA Poble-sec, la U.E. Poble-sec i l'Athletic La Palma entre d'altres.

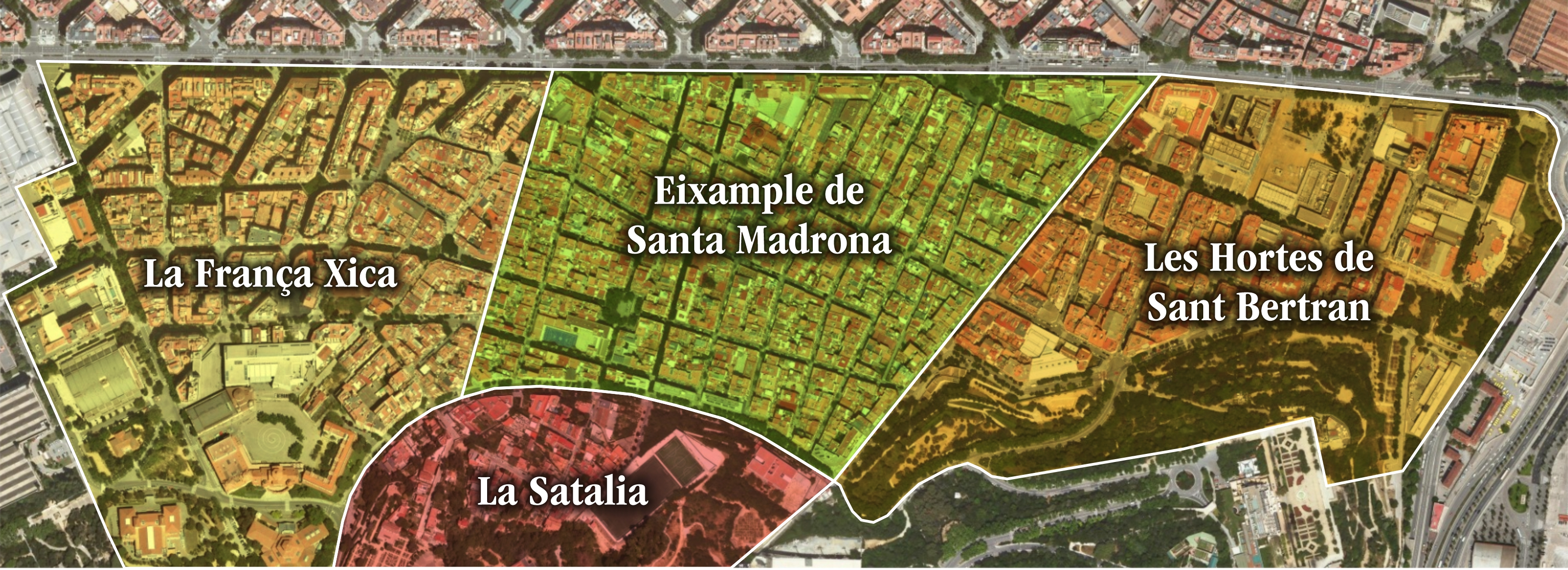
Zones del barri del Poble-sec. La França Xica, La Satalia, l'Eixample de Santa Madrona i Les Hortes de Sant Bertran.

## L'escut

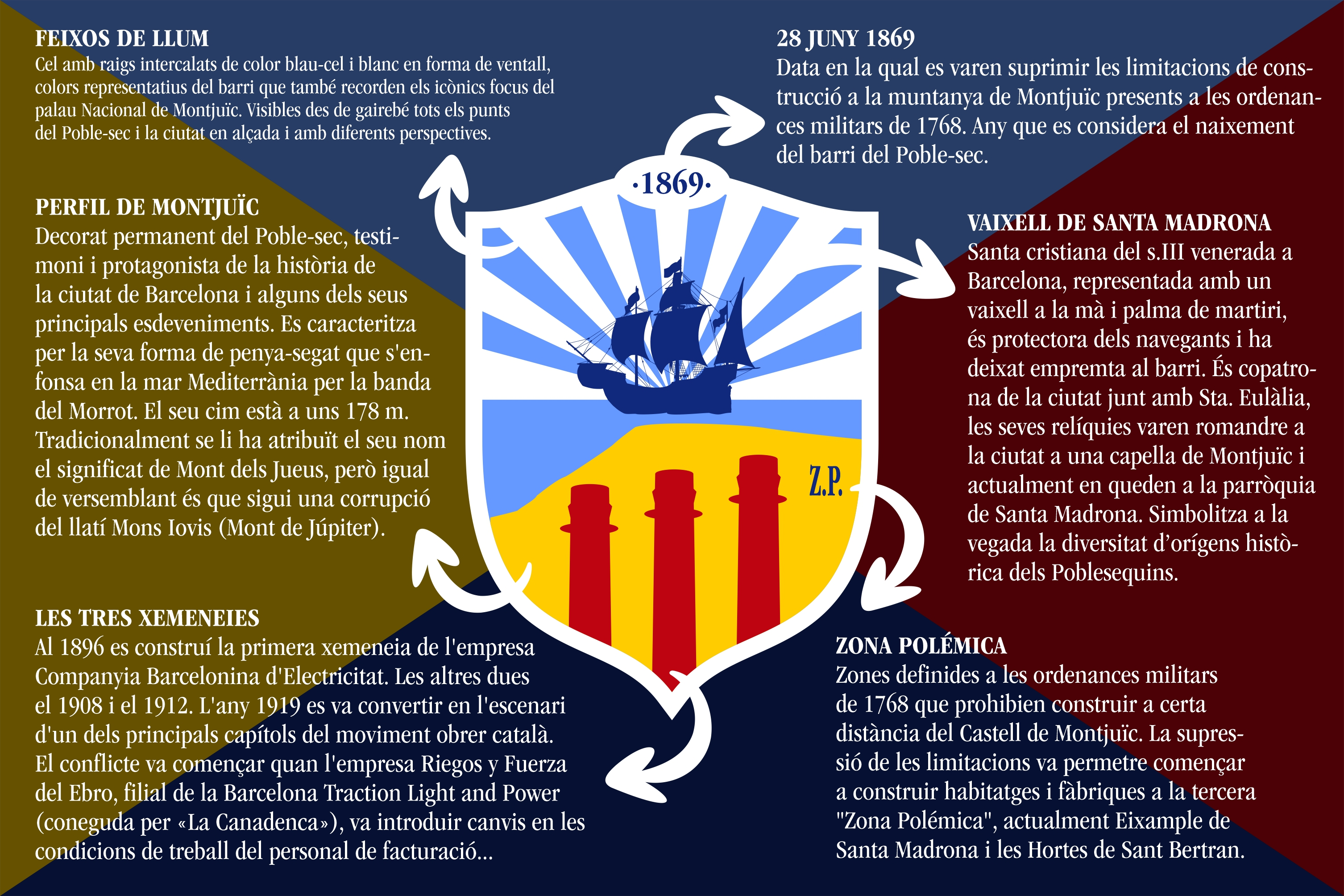
Descripció dels elements de l'escut de la bandera del Poble-sec.

## L'escut[calcitació]

### Feixos de llum
Cel amb raigs intercalats de color blau-cel i blanc en forma de ventall, colors representatius del barri que també recorden els icònics focus del Palau Nacional de Montjuïc. Visibles des de gairebé tots els punts del Poble-sec i la ciutat en alçada i amb diferents perspectives.

### 1869
28 de juny de 1869, data en la qual es varen suprimir les limitacions de construcció a la muntanya de Montjuïc presents a les ordenances militars de 1768. Any que es considera el naixement del barri del Poble-sec.

### Vaixell de Santa Madrona
Santa cristiana del s.III venerada a Barcelona, representada amb un vaixell a la mà i palma de martiri, és protectora dels navegants i ha deixat empremta al barri. És copatrona de la ciutat junt amb Santa Eulàlia, les seves relíquies varen romandre a la ciutat a una ermita de Montjuïc i actualment en queden a la parròquia de Santa Madrona. Simbolitza a la vegada la diversitat d’orígens històrica dels poble-sequins.

### Perfil de Montjuïc
Decorat permanent del Poble-sec, testimoni i protagonista de la història de la ciutat de Barcelona i alguns dels seus principals esdeveniments. Montjuïc es caracteritza per la seva forma de penya-segat que s'enfonsa en la mar Mediterrània per la banda del morrot. El seu cim es situa a uns 178m. sobre el nivell del mar. Tradicionalment se li ha atribuït el seu nom el significat de Mont dels Jueus, però igual de versemblant és que sigui una corrupció del llatí Mons Iovis (Mont de Júpiter).

### Les Tres Xemeneies
Al 1896 es construí la primera xemeneia de l'empresa Companyia Barcelonina d'Electricitat. Les altres dues el 1908 i el 1912. L'any 1919 es va convertir en l'escenari d'un dels principals capítols del moviment obrer català. El conflicte va començar quan l'empresa Riegos y Fuerza del Ebro, filial de la Barcelona Traction, Light and Power (coneguda per «La Canadenca»), va introduir canvis en les condicions de treball del personal de facturació...

### Zona polèmica[4]
Zones definides a les ordenances militars de 1768 que prohibien construir a certa distància del Castell de Montjuïc. La supressió de les limitacions va permetre començar a construir habitatges i fàbriques a la tercera "Zona Polémica" (ZP), actualment Eixample de Santa Madrona i Hortes de Sant Bertran.